# Стрельба в тель-авивском ЛГБТ-центре
Стрельба в тель-авивском ЛГБТ-центре (ивр. הרצח בבר-נוער‎) — террористическая атака 1 августа 2009 года на центр для ЛГБТ-подростков «Бар-Ноар» израильской ЛГБТ-организации «Агуда» в Тель-Авиве. В результате 2 человека погибло, более 15 ранены, 6 из них — тяжело, жертвами стали преимущественно дети.

## Нападение
Центр для ЛГБТ-подростков «Бар-Ноар» был создан для социальной помощи несовершеннолетним геям и лесбиянкам. В нём каждую субботу по вечерам происходили встречи, на которых они могли поговорить о своих проблемах и чувствах, связанных с их сексуальной ориентацией, и получить психологическую поддержку. При этом родители и друзья большинства подростков не знали об их гомосексуальности.
Во время одной из таких встреч 1 августа 2009 года неизвестный мужчина в камуфляже и маске ворвался в помещение центра и открыл стрельбу по подросткам из автомата М16. Помещение было маленькое, что исключало возможность бегства, дети прятались за столы и под кроватями. Прибывшие на место полиция и скорая помощь застали в помещении «бойню», стены и пол были залиты кровью.
В результате нападения были убиты два человека, более 15 ранены, 6 из них — тяжело. При этом некоторые из раненых подростков покинули помещения без медицинской помощи, опасаясь разглашения информации о их сексуальной ориентации перед родителями.
Полиция практически сразу исключила националистический мотив преступления, общественные деятели расценили его как акт гомофобии. Был объявлен план перехвата, установлены блокпосты в городе, одновременно были закрыты все гей-заведения для предотвращения повторной атаки. Убийцу, однако, задержать не удалось.

## Список жертв
- 26-летний Hиp Кац (социальный работник центра)
- 17-летняя Лиз Трубиши

## Последствия
Теракт осудил президент Израиля Шимон Перес, сказав что: «Ужасающее убийство, которое было совершено вчера в Тель-Авиве в отношении подростков и молодежи, является убийством, которое не могут спокойно принять цивилизованные и просвещенные люди. Убийство и ненависть являются двумя наиболее тяжкими преступлениями в обществе. Полиция должна проявить большие усилия, чтобы поймать презренного убийцу, и вся еврейская нация должна объединяться в осуждении этого отвратительного акта».
Премьер-министр Израиля Биньямин Нетаньяху на открытии заседания кабинета министров осудил преступление, выразил свой «шок и смятение», осуждая «отвратительное убийство» и напоминая израильским гражданам, что «мы являемся демократической и терпимой страной и мы должны уважать каждого человека таким, какой он есть».
В Кнессете прошли специальные слушанья по поводу нападения. Ницан Горовиц, в настоящее время единственный открытый гей среди членов Кнессета, осудил теракт как «худшее преступление против гей-сообщества в истории Израиля… слепая атака против невинных молодых людей».
Представители партии ШАС, которая традиционно придерживается гомонегативной позиции, заявили, что они были «шокированы и понесли тяжелую утрату, и безоговорочно осуждают кровавый инцидент».

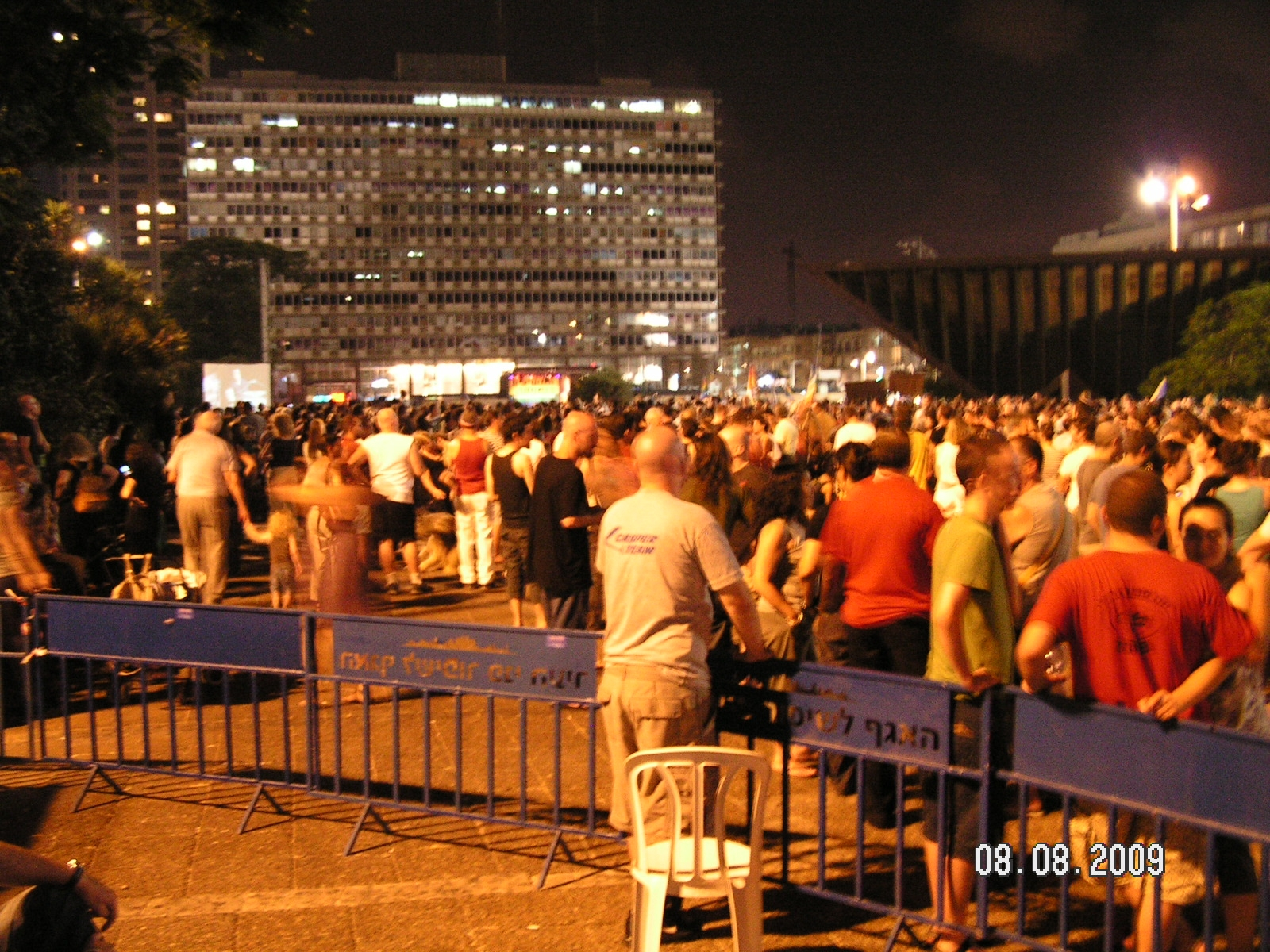
Митинг на площади Рабина, 8 августа 2009 года

Лидер оппозиции Ципи Ливни назвала это «серьёзным инцидентом», говоря: «Даже если пока все подробности события пока не ясны, очевидно что ненависть существует и это нерешенная проблема… надо пробудить общество, чтобы избавить его от предрассудков… встряхнуть общество, все его слои, в том числе политический истеблишмент и систему образования, и в этот день подать недвусмысленный сигнал против нетерпимости, подстрекательства и насилия».
В этот же день состоялась акции протеста в Тель-Авиве, а на следующий день уже по всей стране. Сотни митингующих скандировали: «Подстрекатели гомофобии, детская кровь находится на ваших руках». Так же траурные акции прошли в США, Канаде и странах Европы.

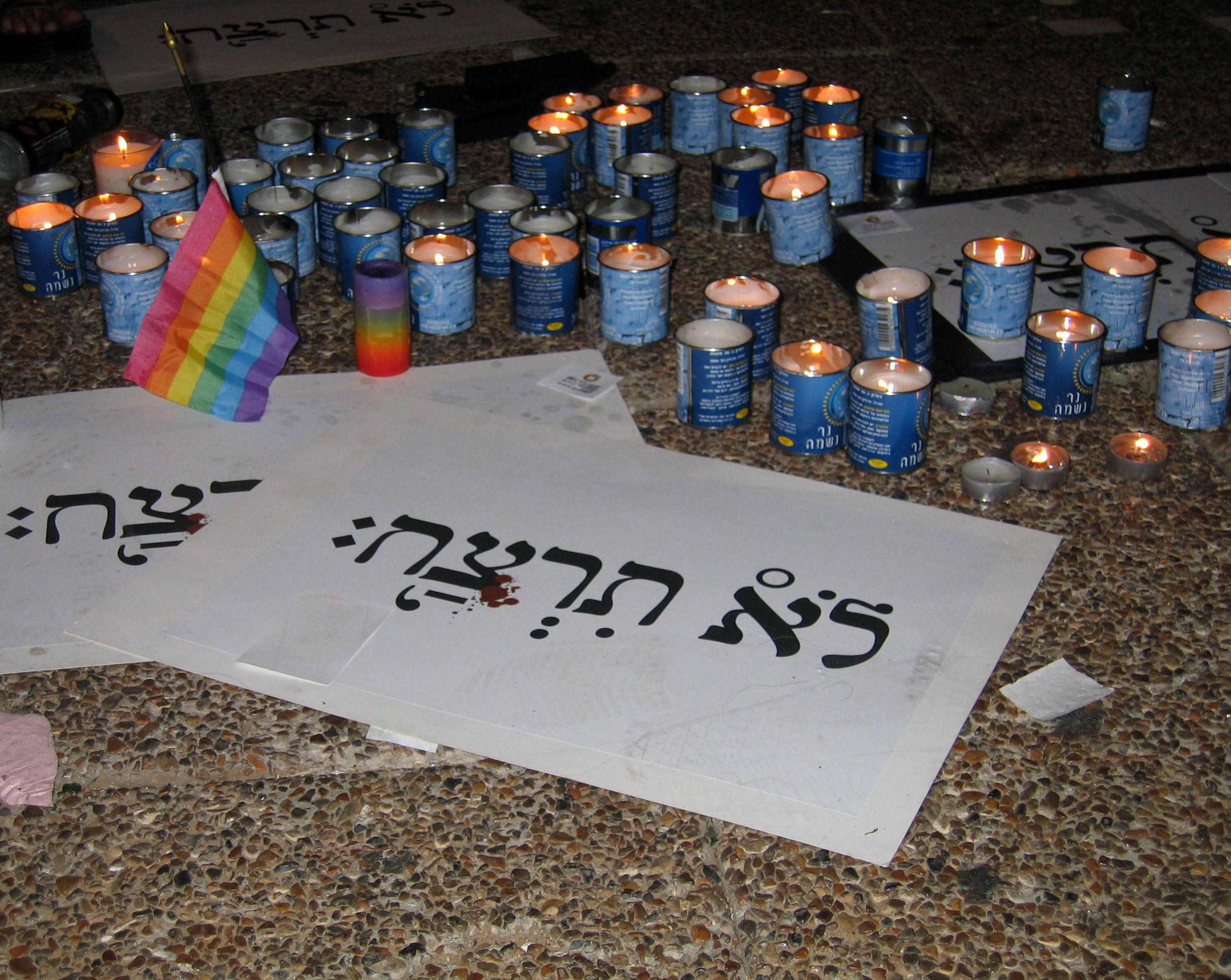
Траурные свечи и табличка «Не убей», 8 августа 2009, Тель-Авив

Через неделю, 8 августа прошла траурная акция на площади Рабина в Тель-Авиве, собравшая более двадцати тысяч людей, которые пришли выразить свою солидарность с ЛГБТ-общиной Израиля. На митинге выступил президент Израиля Шимон Перес, он принёс свои соболезнования и заявил что те кто стреляли в геев и лесбиянок «задела всех нас — как людей, как евреев и как израильтян». В митинге так же приняли участие министр образования Гидеон Саар, министр культуры Лимор Ливнат, министр социального обеспечения Ицхак Герцог, целый ряд депутатов Кнессета, а также такие израильские певцы, как Иври Лидер, Дана Интернешенл, Нинет Тайеб, Амир Фэй Гутман, Керен Пелес, Корин Эльаль и Маргалит Цаанани.
В этот же день в Иерусалиме состоялась аналогичная акция, организованная известным ЛГБТ-активистом Галем Уховски.
На следующий 2010 год гей-прайд в Иерусалиме прошёл 31 июля (на месяц позже традиционной даты) и был посвящён памяти погибших. Маршрут шествия, собравшего около 3 тысяч человек, прошёл от Парка Независимости, мимо Кнессета и до Парка Роз.

## Расследование
5 мая 2013 года были задержаны подозреваемые в нападении. Согласно результатам расследования, убийства были совершены как акт мести видному деятелю ЛГБТ-центра. Преступник считал, что тот совершил развратные действия по отношению к его несовершеннолетнему родственнику. В июле 2013 года государственная прокуратура передала в суд «обвинительное заключение против Хагая Фелисьяна, подозреваемого в двойном убийстве и 10 попытках убийства на почве мести и ненависти», включая: "за совершение развратных действий по отношению к несовершеннолетнему родственнику Фелисьяна". В марте 2014 года прокуратура отозвала поданное против Хагая обвинительное заключение, а в августе 2016 года "прокуратура и адвокаты, представлявшие интересы Хагая Фелисьяна пришли к соглашению, что ему будет выплачена компенсация в размере 2,2 млн шекелей за причиненный ему ущерб".